# Alexandrine
Alexandrine este un prenume feminin care se poate referi la:
- Prințesa Alexandrine a Prusiei (1842–1906)
- Prințesa Alexandrine a Prusiei
- Prințesa Alexandrine de Baden (1820–1904)
- Ducesa Elisabeta Alexandrine de Mecklenburg-Schwerin
- Elisabeth Alexandrine de Württemberg

- Alexandrine de Bleschamp
- Alexandrine de Mecklenburg-Schwerin